# يوساكو تانيأوكو
يوساكو تانيأوكو (باليابانية: 谷奥 優作) (مواليد 18 أكتوبر 1978)، هو لاعب كرة قدم ياباني سابق كان يلعب كمدافع.

## وصلات خارجية
- يوساكو تانيأوكو على موقع رابطة كرة القدم اليابانية للمحترفين (اليابانية)